# Palmer (Familienname)
Palmer ist ein Familienname, der insbesondere im englischen Sprachraum auftritt, während es sich bei Palmér um einen schwedischen Familiennamen handelt.

## Namensträger

### A
- Ada Palmer (* 1981), US-amerikanische Historikerin, Schriftstellerin und Komponistin
- Adele Palmer (1915–2008), US-amerikanische Kostümbildnerin
- Adrian Palmer, 4. Baron Palmer (1951–2023), britischer Politiker
- Alan Palmer (1926–2022), britischer Autor und Historiker
- Alex Palmer (Schauspieler) (* 1973), britischer Schauspieler
- Alex Palmer (Fußballspieler) (* 1996), englischer Fußballtorhüter
- Alexander Palmer (Rugbyspieler), englischer Rugby-Union-Spieler
- Alexander Mitchell Palmer (1872–1936), US-amerikanischer Anwalt und Politiker
- Alf Palmer (um 1891–1981), australischer Aborigine
- Alice Freeman Palmer (1855–1902), US-amerikanische Erzieherin
- Alice J. Palmer (* 1939), US-amerikanische Politikerin
- Alisa Palmer (* 1963), deutsche Schauspielerin und Synchronsprecherin
- Allison R. Palmer (1927–2022), US-amerikanischer Geologe und Paläontologe
- Amanda Palmer (* 1976), US-amerikanische Musikerin und Kabarettistin
- Amparo Acker-Palmer (* 1968), spanische Neurobiologin
- Anders Palmér (* 1960), schwedischer Fußballspieler
- Andy Palmer (* 1963), englischer Geschäftsmann und Industriemanager
- Angie Palmer (* 1965), britische Folksängerin und Songwriterin
- Arnold Palmer (1929–2016), US-amerikanischer Golfspieler

### B
- Barclay Palmer (1932–2020), britischer Leichtathlet
- Barry Palmer (* 1958), britischer Sänger
- Becchara Palmer (* 1988), australische Beachvolleyballspielerin
- Bee Palmer (1894–1967), US-amerikanische Sängerin und Tänzerin
- Beriah Palmer (1740–1812), US-amerikanischer Politiker
- Bernard Palmer (1914–1998), US-amerikanischer Schriftsteller
- Bertha Honoré Palmer (1849–1918), US-amerikanische Unternehmerin und Mäzenin
- Beth Palmer (1952–2019), US-amerikanische Bridge-Spielerin
- Betsy Palmer (1926–2015), US-amerikanische Schauspielerin
- Boris Palmer (* 1972), deutscher Politiker (ehem. Bündnis 90/Die Grünen), Oberbürgermeister von Tübingen
- Bruce Palmer (1913–2000), US-amerikanischer General
- Bruce Palmer (Musiker) (1946–2004), kanadischer Musiker

### C
- Calvin Palmer (1940–2014), englischer Fußballspieler
- Carl Palmer (Theologe) (1833–1917), deutscher lutherischer Theologe und Anstaltsleiter
- Carl Palmer (* 1950), englischer Schlagzeuger
- Carlton Palmer (* 1965), englischer Fußballspieler und -trainer
- Carson Palmer (* 1979), US-amerikanischer American-Football-Spieler
- Charles Palmer (Sportschütze) (1869–1947), britischer Olympiasieger
- Charles Palmer (Cricketspieler) (1919–2005), englischer Cricketspieler
- Charles Palmer (Judoka) (1930–2001), Präsident der IJF, 10. Dan
- Charles Palmer (Regisseur) (* 1965), britischer Fernsehregisseur
- Charles Palmer, Geburtsname von Charles FitzRoy, 2. Duke of Cleveland (1662–1730)
- Charles Palmer-Tomkinson (* 1940), britischer Skirennläufer
- Charles D. Palmer (1902–1999), US-amerikanischer General der US-Army
- Chris Palmer (Filmproduzent) (Christopher N. Palmer; * 1947), britischer Filmproduzent
- Chris Palmer (Footballspieler) (* 1949), US-amerikanischer American-Football-Spieler und -Trainer
- Chris Palmer (Rennfahrer) (* 1962), britischer Motorradrennfahrer
- Chris Palmer (Eishockeyspieler) (* 1966/1967), kanadischer Eishockeyspieler
- Christian Palmer (1811–1875), Württemberger evangelischer Theologe
- Christoph Palmer (* 1962), deutscher Politiker (CDU)
- Christopher Palmer (Komponist) (1946–1995), britischer Komponist
- Christopher Palmer (Fußballspieler) (* 1983), englischer Fußballspieler
- Clive Palmer (* 1954), australischer Bergbauunternehmer
- Cole Palmer (* 2002), englischer Fußballspieler
- Corliss Palmer (1899–1952), US-amerikanische Stummfilmschauspielerin
- Corydon Palmer (1820–1917), US-amerikanischer Zahnarzt
- Crawford Palmer (* 1970), US-amerikanisch-französischer Basketballspieler
- Cyrus Maffet Palmer (1887–1959), US-amerikanischer Politiker

### D
- Dahlia Palmer (* 1992), jamaikanische Radsportlerin
- Damion Palmer, Fußballspieler (Turks- und Caicosinseln)
- Dan Palmer (Basketballtrainer) (* 1949) US-amerikanisch-britischer Basketballtrainer
- Dan Palmer (Rugbyspieler) (* 1988), australischer Rugbyspieler
- Dan Palmer (Gitarrist) (* 1988), Lead-Gitarrist der US-amerikanischen Punk-Rock-Band Zebrahead

- Daniel David Palmer (1845–1913), kanadischer Chiropraktiker
- Dave Richard Palmer (* 1934), US-amerikanischer Offizier, Generalleutnant der US Army
- David Palmer, Geburtsname von Dee Palmer (* 1937), britische Musikerin
- David Palmer (Organist), kanadischer Organist und Musikpädagoge
- David Palmer (Schauspieler), britischer Schauspieler
- David Palmer (Baseballspieler) (* 1957), US-amerikanischer Baseballspieler
- David Palmer (Schlagzeuger) (* 1961), britischer Schlagzeuger
- David Palmer (Footballspieler) (* 1972), US-amerikanischer Footballspieler
- David Palmer (Squashspieler) (* 1976), australischer Squashspieler
- David R. Palmer (* 1941), US-amerikanischer Science-Fiction-Autor
- Deacon Palmer (Golfspieler) (1905–1976), US-amerikanischer Golfspieler und Golffunktionär
- Dennis Palmer (1957–2013), US-amerikanischer Musiker
- Don Palmer (1939–2021), kanadischer Jazzmusiker und Hochschullehrer

### E
- Earl Palmer (1924–2008), US-amerikanischer Schlagzeuger
- Eberhardt Palmer (1931–2017), deutscher Politiker
- Eduardo González Palmer (1934–2022), mexikanischer Fußballspieler
- Edward Palmer (Politiker) (1809–1889), kanadischer Politiker und Richter
- Edward Palmer (Botaniker) (1831–1911), englisch-amerikanischer Botaniker und Archäologe
- Edward Palmer (Wirtschaftswissenschaftler) (* 1945), schwedischer Wirtschaftswissenschaftler
- Edward Henry Palmer (1840–1882), englischer Orientalist
- Edwin Palmer (1824–1895), britischer Theologe
- Elizabeth Mary Palmer (1832–1897), neuseeländische Musik- und Gesangslehrerin, Interpretin, Komponistin und Konzertveranstalterin
- Erastus Dow Palmer (1817–1904), US-amerikanischer Kameenschneider und Bildhauer
- Erik Palmer-Brown (* 1997), US-amerikanischer Fußballspieler
- Ernest Palmer (Kameramann, 1885) (1885–1978), US-amerikanischer Kameramann
- Ernest Palmer (Kameramann, 1901) (1901–1964), britischer Kameramann
- Ernest Jesse Palmer (1875–1962), US-amerikanischer Botaniker
- Evan Palmer-Charrette (* 1994), kanadischer Skilangläufer
- Eve Palmer (1916–1998), südafrikanische Journalistin, Botanikerin, Naturschützerin und Autorin

### F
- Felicity Palmer (* 1944), englische Sängerin (Mezzosopran)
- Francis Flora Palmer (1812–1876), britisch-amerikanische Lithografin
- Francis W. Palmer (1827–1907), US-amerikanischer Politiker
- Frank R. Palmer (1922–2019), englischer Linguist, Sprachtheoretiker und Hochschullehrer

### G
- Gabriel Charles Palmer-Buckle (* 1950), ghanaischer Geistlicher, Erzbischof von Accra
- Garron Palmer (* 1984), jamaikanischer Badmintonspieler
- Gary Palmer (* 1954), US-amerikanischer Politiker
- Geoff Palmer (Agrarwissenschaftler) (Godfrey Henry Oliver Palmer; 1940–2025), britischer Agrarwissenschaftler
- Geoff Palmer (Fußballspieler) (* 1954), englischer Fußballspieler
- Geoff Palmer (Musiker) (Geoffrey Palmer; * 1980), US-amerikanischer Musiker
- Geoffrey Molyneux Palmer (1882–1957), irischer Komponist
- Geoffrey Palmer (Schauspieler) (1927–2020), britischer Schauspieler
- Geoffrey Palmer (Politiker) (* 1942), neuseeländischer Politiker (Labour Party)
- George Eugene Palmer (1859–1910), australischer Cricketspieler, siehe Joey Palmer
- George William Palmer (Politiker, 1818) (1818–1916), US-amerikanischer Jurist und Politiker
- George William Palmer (Politiker, 1851) (1851–1913), englischer Politiker
- Gesine Palmer (* 1960), deutsche Theologin und Autorin
- Gladys Palmer († nach 1946), US-amerikanische Sängerin
- Grace Palmer (* 1994), neuseeländische Schauspielerin
- Grant Palmer (* 2002), US-amerikanischer Schauspieler und Synchronsprecher
- Gregg Palmer (1927–2015), US-amerikanischer Schauspieler

### H
- Haley Palmer (* 1992), US-amerikanische Fußballspielerin
- Harry Palmer (* 1944), US-amerikanischer Autor und Geschäftsmann
- Hartmut Palmer (* 1941), Journalist und Korrespondent
- Hayley Palmer (* 1989), neuseeländische Schwimmerin
- Helen Palmer, US-amerikanische Psychologin, Enneagrammtrainerin und Autorin
- Helmut Palmer (1930–2004), deutscher Bürgerrechtler und Pomologe
- Henriette Wilhelmine Palmer (1818–1895), deutsches Modell des Malers Christoph Friedrich Dörr, siehe Wilhelmine Palmer
- Henry Palmer (Musiker) (1898–1984), US-amerikanischer Jazz-Pianist
- Henry Robinson Palmer (1795–1844), englischer Ingenieur
- Henry Wilbur Palmer (1839–1913), US-amerikanischer Politiker

### I
- Ingegerd Palmér (* 1946), schwedische Mathematikerin und Hochschullehrerin

### J
- Jack Palmer (Boxer, I) († 1925), US-amerikanischer Boxer (Weltergewicht)
- Jack Palmer (Boxer, 1879) (1879–1928), britischer Boxer (Schwergewicht)
- Jack Palmer (Komponist) (1900–1976), US-amerikanischer Musiker und Komponist
- James Palmer (Journalist) (* 1978), britischer Journalist und Autor
- James Palmer (Radsportler) (* 1994), kanadischer BMX-Fahrer
- James Palmer (Basketballspieler) (* 1996), US-amerikanischer Basketballspieler
- James Palmer-Tomkinson (James Algernon Palmer-Tomkinson; 1915–1952), britischer Skirennläufer
- Jared Palmer (* 1971), US-amerikanischer Tennisspieler
- Jason Palmer (* 1979), US-amerikanischer Jazz-Trompeter
- Jed Palmer, australischer Komponist und Sounddesigner
- Jeff Palmer (* 1975), US-amerikanischer Pornodarsteller
- Jemma Palmer (* 1986), englische Wrestlerin
- Jeremy Palmer-Tomkinson (Jeremy James Palmer-Tomkinson; * 1943), britischer Skirennläufer und Rennrodler
- Jesse Palmer (* 1978), kanadischer American-Football-Spieler, Fernsehmoderator und Sportkommentator
- Jessica Palmer (* 1987), US-amerikanischer Skeletonpilot
- Jim Palmer (* 1945), US-amerikanischer Baseballspieler
- John Palmer (Erfinder) (1742–1818), britischer Erfinder
- John Palmer (Politiker, 1785) (1785–1840), US-amerikanischer Politiker
- John Palmer (Politiker, 1842) (1842–1905), US-amerikanischer Politiker
- John Palmer (Musikpädagoge), US-amerikanischer Musikpädagoge
- John Palmer (Produzent) (1916–1991), britischer Filmproduzent
- John Palmer (Journalist) (* 1935), US-amerikanischer Fernsehjournalist
- John Palmer (Kameramann) (* 1942), britischer Kameramann
- John Palmer (Musiker) (* 1943), britischer Rockmusiker
- John Palmer (Regisseur) (* 1943), kanadischer Regisseur
- John Palmer (Komponist) (* 1959), britischer Komponist, Pianist und Musikwissenschaftler
- John Palmer, 4. Earl of Selborne (1940–2021), britischer Politiker der Conservative Party
- John M. Palmer (1817–1900), US-amerikanischer Politiker
- John William Palmer (1866–1958), US-amerikanischer Politiker
- Jolyon Palmer (* 1991), britischer Rennfahrer
- Jonathan Palmer (* 1956), britischer Rennfahrer
- Joseph Palmer (Bischof) († 2014), britischer Bischof
- Joseph Palmer II (1914–1994), US-amerikanischer Diplomat
- Josie Palmer (1903–1979), südafrikanische Anti-Apartheids-Aktivistin und Führungsfigur der Südafrikanischen Kommunistischen Partei
- Joshua Palmer (* 1999), kanadischer American-Football-Spieler
- Julia Palmer-Stoll (1984–2005), deutsche Schauspielerin

### K
- Karl Palmer (1833–1917), deutscher evangelischer Pfarrer, Leiter und Erweiterer der Anstalt Neuerkerode
- Karl Christian Palmer (1759–1838), deutscher evangelischer Theologe und Professor in Gießen
- Karl-Erik Palmér (1929–2015), schwedischer Fußballspieler
- Karma Palmer (* 1993), US-amerikanische Pornodarstellerin siehe Karma Rx
- Kasey Palmer (* 1996), englischer Fußballspieler
- Katherine Van Winkle Palmer (1895–1982), US-amerikanische Paläontologin
- Keegan Palmer (* 2003), australischer Skateboarder
- Keith Palmer (* um 1945), jamaikanischer Badmintonspieler
- Keke Palmer (* 1993), US-amerikanische Schauspielerin
- Kirk Palmer (* 1986), australischer Schwimmer
- Krysta Palmer (* 1992), US-amerikanische Wasserspringerin
- Kylie Palmer (* 1990), australische Schwimmerin

### L
- L. D. Palmer, Gemeinschaftspseudonym der Autoren Uwe Anton und Ronald M. Hahn
- Larry Palmer (* 1938), US-amerikanischer Eishockeytorwart
- Leonard Robert Palmer (1906–1984), britischer Indogermanist und Sprachwissenschaftler
- Liam Palmer (* 1991), schottischer Fußballspieler
- Lilli Palmer (1914–1986), deutsche Schauspielerin
- Lillian Palmer (1913–2001), kanadische Sprinterin
- Lillian McNeill Palmer (1871–1961), US-amerikanische Kunstschmiedin
- Lilly Palmer (* 1999), deutsche Musikerin und Produzentin elektronischer Musik
- Louis Palmer (* 1971), Schweizer Umweltaktivist
- Ludwig Palmer (1856–1931), deutscher Schriftsteller

### M
- Maddie Palmer (* 1995), US-amerikanische Volleyballspielerin
- Maria Palmer (1917–1981), österreichischstämmige, US-amerikanische Bühnen- und Filmschauspielerin
- Max Palmer (1927–1984), US-amerikanischer Schauspieler und Wrestler
- Michael Palmer (Schriftsteller) (1942–2013), US-amerikanischer Arzt und Schriftsteller
- Michael Palmer (Lyriker) (* 1943), US-amerikanischer Lyriker und Übersetzer
- Michael Palmer (Sänger) (* 1960), jamaikanischer Sänger
- Michael Palmer (Gitarrist) (* 1964), Gitarrist
- Michael Palmer (Politiker) (* 1968), singapurischer Rechtsanwalt und Politiker
- Michael Palmer (Footballspieler) (* 1988), US-amerikanischer American-Football-Spieler
- Mike DePalmer (1961–2021), US-amerikanischer Tennisspieler
- Minnie Palmer (1860–1936), US-amerikanische Schauspielerin
- Monroe Palmer, Baron Palmer of Childs Hill (* 1938), britischer Politiker

### N
- Nadine Palmer (* 1983), jamaikanische Leichtathletin
- Nathaniel Palmer (1799–1877), US-amerikanische Robbenjäger und Polarforscher
- Nelly Palmer (* 1979), deutsche Sängerin (Sopran)
- Nettie Palmer (1885–1964), australische Schriftstellerin, siehe Vance und Nettie Palmer
- Nigel F. Palmer (1946–2022), britischer Germanist
- Nick Palmer (Politiker) (* 1950), britischer Politiker
- Nick Palmer (Leichtathlet) (* 2000), neuseeländischer Leichtathlet
- Nick Palmer (Szenenbildner), Szenenbildner
- Norman Palmer (1918–2013), US-amerikanischer Filmeditor
- Norman D. Palmer (1909–1996), US-amerikanischer Politikwissenschaftler

### O
- Ottmar Palmer (1873–1964), deutscher lutherischer Pfarrer und Kirchenrat

### P
- Patrick Palmer (Politiker) (1889–1971), irischer Politiker (Fine Gael)
- Patrick Palmer (Boxer) (1914–1988), britischer Boxer
- Patrick Palmer (General) (1933–1999), britischer General
- Patrick E. Palmer, US-amerikanischer Astronom
- Patrick J. Palmer (* 1935), US-amerikanischer Filmproduzent
- Paul Palmer (* 1974), britischer Schwimmer
- Peter Palmer (* 1931), US-amerikanischer Schauspieler
- Phil Palmer (* 1952), englischer Gitarrist
- Phoebe Palmer (1807–1874), US-amerikanische Methodistin und Frauenrechtlerin

### R
- R. R. Palmer (Robert Roswell Palmer; 1909–2002), amerikanischer Historiker
- Rachel Palmer (1931–2000), gambische Krankenschwester und Politikerin
- Ralph Palmer (1909–2005), US-amerikanischer Computeringenieur
- Ralph Palmer, 12. Baron Lucas (* 1951), britischer Gewerkschafter, Politiker der Labour Party und Mitglied des House of Lords
- Raymond A. Palmer (1910–1977), US-amerikanischer Autor und Herausgeber
- Rebecca Palmer (* 1975), britische Schauspielerin
- Reginald Palmer (1923–2016), Politiker aus Grenada
- Renzo Palmer (1929–1988), italienischer Schauspieler
- Richard Palmer (Erzbischof) († 1195), italienischer Geistlicher, Erzbischof von Messina
- Richard Palmer (Radsportler), britischer Radsportler
- Richard Palmer (Unternehmer), US-amerikanischer Motorsportunternehmer
- Richard Palmer (Geheimdienstmitarbeiter), US-amerikanischer Unternehmer und Geheimdienstmitarbeiter
- Richard Palmer-James (* 1947), britischer Songtexter
- Richmond Palmer (1877–1958), englischer Rechtsanwalt, Vizegouverneur in Nigeria und Gouverneur und Oberbefehlshaber von Gambia und Zypern
- Rob Palmer (Eishockeyspieler, 1952) (Robert Hazen Palmer; * 1952), US-amerikanischer Eishockeyspieler
- Rob Palmer (Eishockeyspieler, 1956) (Robert Ross Palmer; 1956–2023), kanadischer Eishockeyspieler
- Rob Palmer (Höhlentaucher) (1951–1997), britischer Höhlentaucher und -forscher
- Robert Palmer (Robert Allen Palmer; 1949–2003), britischer Musiker
- Robert Palmer (Musikkritiker) (Robert Franklin Palmer Jr.; 1945–1997), US-amerikanischer Musikkritiker, Musiker und Produzent
- Robert Palmer, 1. Baron Rusholme (1890–1977), britischer politischer Aktivist
- Robert Brian Palmer (* 1934), britisch-US-amerikanischer Physiker
- Robert Moffat Palmer (1915–2010), US-amerikanischer Komponist und Musikpädagoge
- Roger Palmer, 1. Earl of Castlemaine (1634–1705), englischer Adliger, Politiker und Diplomat
- Roland Palmer, deutscher Chemiker
- Roundell Palmer, 1. Earl of Selborne (1812–1895), britischer Anwalt und Politiker
- Roundell Palmer, 3. Earl of Selborne (1887–1971), britischer Politiker, Unterhausabgeordneter und Peer
- Roy Palmer (1887–1963), US-amerikanischer Jazzmusiker

### S
- Samuel Palmer (1805–1881), britischer Maler und Radierer
- Scott Palmer († 2006), US-amerikanischer Musiker
- Seb Palmer-Houlden (* 2004), englischer Fußballspieler
- Shaun Palmer (* 1968), US-amerikanischer Mountainbiker und Snowboarder
- Singleton Palmer (1913–1993), US-amerikanischer Jazzmusiker
- Steve Palmer (Fußballspieler) (Stephen Leonard Palmer; * 1968), englischer Fußballspieler
- Steve Palmer (Eishockeyspieler) (* 1974),  deutsch-kanadischer Eishockeyspieler
- Suzanne Palmer (Schriftstellerin), US-amerikanische Science-Fiction-/Fantasy-Schriftstellerin
- Suzanne Palmer (Sängerin), US-amerikanische Sängerin, Songschreiberin und Musikproduzentin
- Sydney Palmer-Leger (* 2002), US-amerikanische Skilangläuferin

### T
- Tara Palmer-Tomkinson (1971–2017), britisches Model, Fernsehmoderatorin
- Teddy Palmer (1940–2014), deutschsprachiger Schlagersänger
- Teresa Palmer (* 1986), australische Schauspielerin
- Terry Palmer (* 1952), US-amerikanischer Skirennläufer
- Theodore Sherman Palmer (1868–1955), US-amerikanischer Zoologe
- Theodore W. Palmer (* 1935), US-amerikanischer Mathematiker
- Thomas Palmer (Ritter) († 1553), englischer Höfling und Militär
- Thomas Palmer (Radsportler) (* 1990), australischer Radrennfahrer
- Thomas Fyshe Palmer (1747–1802), englischer Unitarier und politischer Reformer
- Thomas W. Palmer (1830–1913), US-amerikanischer Politiker
- Tim Palmer (Physiker) (* 1952), britischer Physiker und Meteorologe
- Tim Palmer (* 1962), britischer Musikproduzent, Tontechniker und Musiker
- Timothy Palmer (Brückenbauer) (1751–1821), US-amerikanischer Brückenbauer
- Timothy Palmer (* 1962), britischer Musikproduzent; siehe Tim Palmer
- Timothy Noel Palmer (* 1952), britischer Physiker und Meteorologe; siehe Tim Palmer (Physiker)

- Tom Palmer (Schauspieler) (1912–1997), kanadischer Schauspieler
- Tom Palmer (1925–1991), US-amerikanischer Magier, siehe Tony Andruzzi
- Tom Palmer (Comickünstler) (1941–2022), US-amerikanischer Comickünstler
- Tom Palmer (Animator), US-amerikanischer Animator
- Tom Palmer (Rugbyspieler) (* 1979), englischer Rugbyspieler
- Tom Gordon Palmer (* 1956), US-amerikanischer Publizist und politischer Aktivist
- Tony Palmer (* 1941), britischer Regisseur, Schriftsteller und Produzent
- Tyler Palmer (* 1950), US-amerikanischer Skirennläufer

### V
- Vance Palmer (1885–1959), australischer Schriftsteller, siehe Vance und Nettie Palmer

### W
- Walter Palmer (* 1968), US-amerikanischer Basketballspieler
- Wendy Palmer (* 1974), US-amerikanische Basketballspielerin
- Wilhelmine Palmer (Henriette Wilhelmine Palmer; 1818–1895), deutsches Modell von Christoph Friedrich Dörr
- William Palmer (Theologe) (1803–1885), britischer Theologe
- William Palmer (1824–1856), britischer Serienmörder
- William Palmer (Leichtathlet) (1882–1967), britischer Geher
- William Palmer, 2. Earl of Selborne (1859–1942), britischer Politiker
- William A. Palmer (1781–1860), US-amerikanischer Politiker
- William Jackson Palmer (1836–1909), US-amerikanischer Ingenieur und General im amerikanischen Bürgerkrieg auf Seite der Nordstaaten-Union
- William White Palmer (um 1928–1991), US-amerikanischer Generalmajor
- Williston B. Palmer (1899–1973), US-amerikanischer Offizier, General der US Army
- Winthrop Palmer (1906–1970), US-amerikanischer Eishockeyspieler

### Z
- Zane Palmer, US-amerikanischer Skispringer
- Zoie Palmer (* 1977), britisch-kanadische Schauspielerin

## Kunstfiguren
- Deacon Palmer aus der Fernsehserie „King of Queens“, siehe King of Queens #Besetzung und Synchronisation
- David Palmer aus der Fernsehserie „24“, siehe 24 (Fernsehserie) #Handlung